# 8561 Sikoruk
8561 Sikoruk (tên chỉ định: 1995 SO29) là một tiểu hành tinh vành đai chính. Nó được phát hiện bởi Timur V. Kryachko ở Zelenchukskaya Station of Kazan University Observatory ngày 16 tháng 9 năm 1995. Nó được đặt theo tên Leonid Leonidovich Sikoruk, a Russian astronomy enthusiast, telescope builder, astrophotographer, và film director.